# Centrul istoric din Baku
Orașul vechi (în azeră İçərișəhər sau „Qala”) este cartierul istoric vechi al orașului Baku, zonă istorico-arhitecturală protejată. Cea mai veche parte a orașului Baku este înconjurată cu ziduri⁠(d) bine conservate. În zona protejată, cu o suprafață de 22,1 ha, trăiesc 1300 de familii.
Zona protejată este locuită încă din Epoca Bronzului. Cercetările arheologice au constatat că deja în secolele al VIII-lea–al IX-lea, zona era dens populată, având dezvoltate meșteșuguri și comerț. După ce, în secolul al XV-lea, Șirvanșahii⁠(d) s-au mutat din Șamahî la Baku, a început o perioadă de „cristalizare” a vieții de aici. În 1748-1806, İçərişəhər a fost capitala hanatului Baku⁠(d). În 1806, rușii au ocupat Baku, iar dezvoltarea a stagnat, până când dezvoltarea rapidă a exploatării petrolului la Marea Caspică la sfârșitul secolului al XIX-lea și începutul secolului al XX-lea a dus la stabilirea multor locuitori în afara zidurilor orașului.
În İçərişəhər se află cunoscutele monumente arhitecturale Turnul Fecioarei⁠(d) și Palatul Șirvanșahilor⁠(d), capodopere ale arhitecturii azere. În afara acestora, în zona protejată se află zeci de alte monumente istorico-arhitecturale – moschee, caravanseraiuri, băi, case de locuit.
În 1977, İçərişəhər a fost declarat rezervație arhitecturală, iar în 2000 Turnul Fecioarei și complexul palatului Șirvanșahilor, au fost incluse de UNESCO în lista patrimoniului mondial.

## Locație
Rezervația istorico-arhitecturală se află în raionul Səbail⁠(d) al orașului Baku, pe un mic deal înlălțat pe malul Mării Caspice. Rezervația se află la o înălțime de 8-10 metri, fiind înconjurată de ziduri⁠(d) de 3,5 m. La sud-est, orașului vechi este mărginit de strada Independenței⁠(d), la nord-vest de bulevardul Petrolului⁠(d), și la est se află stația de metrou denumită după el⁠(d). La est de orașul vechi trece strada Aziz Aliev, iar în sud-vest se mărginește cu parcul Vahid.

## Istorie

### Perioada veche
Orașul Baku s-a dezvoltat în jurul cetății din centrul vechi, înconjurată cu ziduri și șanțuri. Nici arheologic și nici istoric, nu se știu multe despre formarea orașului Baku. Se crede că a fost favorizată de resursele naturale de petrol și sare, precum și de poziția favorabilă  pe malul mării. În timpul săpăturilor arheologice din curtea palatului Șirvanșahilor⁠(d), s-au găsit unelte din secolele al III-lea-I î.e.n., și vase ceramice din secolele al IV-lea-I î.e.n., la moscheea Muhammad⁠(d) s-au găsit în timpul săpăturilor arheologice săgeți de fier și figurine feminine de lut din Epoca Fierului, în timp ce coloanele găsite contribuie la datarea orașului în Antichitte. În secolul I î.e.n., la Baku exista deja un mic oraș-port.

### Evul Mediu timpuriu
În timpul dinastiei Sasanide, cetatea din centrul orașului Baku, Abșeron, făcea parte din provincia specială imperială Șirvan. După ocuparea teritoriului de către arabi, împreună cu  Șamahî, Derbent și alte orașe, conducătorii regiunii au început să fie numiți Șirvanșahi⁠(d). Al-Balazuri⁠(d), Al-Masudi și alți câțiva istorici arabi au relatat că Hosrov Anușirvan s-a ocupat de administrarea regiunii; el a dat pentru prima oară titlul de șirvanșahi conducătorilor din regiunea Șirvan. Există doar informații succinte despre secolele al VII-lea-al X-lea despre Baku. Se știe că orașul a fost atacat de turci⁠(d) și de ruși dinspre nord. În 914, rutenii au atacat⁠(d) portul Baku. Potrivit lui al-Masudi, ei erau interesați de teritoriul bogat în petrol de la Baku. Neavând o flotă militară la Marea Caspică Șirvanșahul Ali ibn Heysam⁠(d) a trebuit să recurgă la nave comerciale pentru a-și transporta soldații. Potrivit lui al-Masudi, ca rezultat al acestui atac al rușilor, mii de musulmani au murit și s-au înecat în mare. Atacurile către coastele Mării Caspice la Baku și Abșeron s-au repetat de mai multe ori în perioadele ulterioare.
În secolele al X-lea-al XI-lea, Califatul Arab⁠(d) a slăbit treptat și, ca urmare, conducătorii locali, inclusiv cei din Șirvan, au început să acționeze independent. Orașe bogate în acele vremuri, Șamahî și Baku au fost frecvent atacate de popoarele vecine. În 1030, la Baku, rutenii care atacau dinspre nord s-au ciocnit cu trupele șirvanșahului Minucihr ibn Yezid⁠(d). Rutenii, care i-au învins pe șirvanșahi pe râul Araz, au cucerit Beylagan, cel mai bogat oraș din Arran⁠(d). Un an mai târziu, rutenii, au atacat din nou Șirvanul prin Baku, dar comandantul  ședadid din Aran Musa ibn Fazl⁠(d) i-a izgonit pe ruteni din Azerbaidjan⁠(d).
Din cauza incursiunilor turco-oguze prin Caucaz în secolul al XI-lea, în deceniul al cincilea, șirvanșahii au luat măsuri pentru apărarea orașelor. Din această perioadă provin primele atestări ale uzilor. În secolul al XI-lea, puternicul trib al uzilor a fondat un Imperiul Selgiucid⁠(d) care a început să amenințe Orientul Mijlociu. În 1066, uzii, conduși de Tekin cel Negru, au atacat Șirvanul și Baku. După Tekin cel Negru, uzii au mai atacat de câteva ori Șirvanul, în frunte cu Kaimas și cu Alp Arslan. Shirvanshahs au reușit însă să-și apere independența. Abia după venirea la putere a conducătorului arab Sau-Tegin, șirvahșahul Fariburz⁠(d) a trebuit să accepte suzeranitatea selgiucidă. În a doua jumătate a secolului al XII-lea, atabeiul Eldiguz a cucerit întregul Șirvan, inclusiv Baku. Deși la sfârșitul secolului al XII-lea, șirvanșahii erau independenți, ei plăteau tribut atabeilor eldiguzizi.

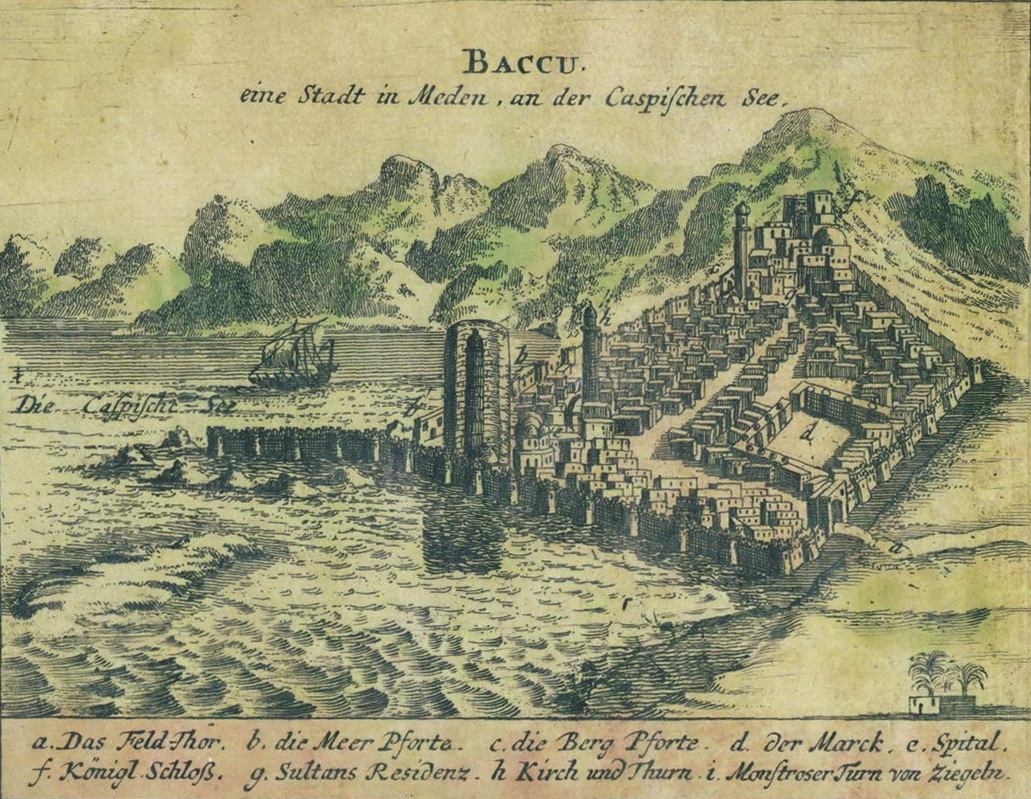
- Baku, gravură din 1683

După un puternic cutremur din 1191, care a produs multe pagube în Șamahî, șirvanșahul Ahsitan I⁠(d) și-a mutat reședința la Baku. În perioada guvernării șirvanșahilor s-au ridicat în Baku, numeroase construcții. În secolul al XII-lea, s-au construit zidurile cetății și s-au consolidat fortificațiile, inclusiv Turnul Fecioarei⁠(d). Se știe că în timpul luptelor cu selgiucizii, șirvanșahii s-au aliat cu regii georgieni. Izvoare georgiene consemnează că, în 1222, pentru a participa la nuntă, fiul reginei Tamara și al regelui Gheorghe al IV-lea Lasha, a ajuns la Baku. Ca unul din cele mai bogate orașe din Șirvan, și cel mai important port la Marea Caspică, importanța Baku a început să crească. Șirvanșahul Ahsitan ibn Manuciohra îi vorbea despre fortăreața de necucerit de la Baku lui Haqani, care o compara cu orașul Bastam⁠(d), apărat de cetatea Horasan.
În 1258, nepotul lui Genghis-han, Hülakü han⁠(d), a asediat Bagdadul, a desființat califatul Abbasid⁠(d) și a fondat dinastia Hulaku și Ilhanatul. Ilhanii din Caucazul de Sud nu recunoșteau autoritatea Hoardei de Aur, cu care au intrat într-un conflict care a durat un secol. În acei ani, Derbent și Baku au trecut de la un stat la altul. Șirvanșahii din acea perioadă au condus țara ca vasali ai mongolilor și au participat la campaniile acestora. În timpul ilhanilor, Baku a fost loc de iernat pentru conducătorii mongoli. În 1297, a sosit în oraș în acel scop hanul din Kazan⁠(d). Odoriko Pordenone scria despre acesta: „Aici (la Sultaniyyəd⁠(d)) a petrecut hanul vara, și iarna s-a mutat într-un oraș numit Bakux (Vasis).”
La începutul secolului al XIV-lea, după prăbușirea dinastiei mongole, șirvanșahii s-au luptat cu ciupanizii⁠(d) și jalairizii⁠(d). Orașul a trecut în mâinile acestora din urmă, după cum demonstrează monedele descoperite în Baku, datând de prin 1360, inscripționate cu numele sultanului  Uvais⁠(d). Monede din secolul al XIV-lea, bătute de Toktamıș și Timur Lenk, demonstrează că Șirvanul a fost expus marșurilor acestora. Șirvanșahul Ibrahim I a fost de partea emirului Timur împotriva sultanului otoman Baiazid Fulgerul și în 1400 l-a însoțit pe Timur în Siria, unde au cucerit Alepul. După moartea lui Timur, sirvanșahii și-au redobândit independența. După ce Qara Yusif a unificat toată țara, șirvanșahii au acceptat vasalitatea față de Qaraqoyunlu, dar Ibrahim al II-lea controla efectiv Șaki și mare parte din Derbent.

### Cercetările arheologice
În 1970, în nordul orașului veci (turnul mic) pe o suprafață de 80 m², s-au efectuat săpături arheologice, și, la 2 metri adâncime s-au descoperit ruinele unei case din secolele al XII-lea–al XIII-lea cu mici acareturi și cu ziduri de piatră. În curte erau corturi, fântâni de piatră, și țevi de ceramică. În stratul găsit se află și ceramică arsă și nearsă, vase de lut, bucăți de cupru, mărgele albastre de ceramică, monezi emise de șirvanșahi S-au efectuat săpături arheologie și în est, la palatul șirvanșahilor⁠(d) pe o suprafață de 16x8 m.
Pe lângă fundațiile zidurilor unor clădiri dreptunghiulare, s-au găsit gropi de gunoi și fântâni, precum și numeroase vase de ceramică arse și nearse și resturi de cupru și de fier, obiecte din sticlă și ceramică. S-au găsit numeroase obiecte din ceramică obișnuită și arsă. Obiectele din ceramică arsă sunt colorate și împodobite cu diferite ornamente, sculpturi și picturi. În straturile inferioare, predomină ornamentele monocrome. S-au găsit mai multe pietre de moară și monezi ale șirvanșahilor⁠(d),

## Monumente istorice
1. Turnul Fecioarei⁠(d) – din partea sud-estică a zidurilor orașului Baku⁠(d). Construit în secolul al XII-lea pe locul unei clădiri mai veche, preislamice.[9] Unii specialiști consideră că aceea era un altar al cultului focului și deci din secolele al VII-lea–al VIII-lea.[10] Turnul a devenit o parte a sistemului defensiv al Bakuului în timpul șirvanșahilor⁠(d). Până în 1907, turnul a funcționat și ca far.[11] Restaurat în 1960, funcționează ca muzeu din 1964. La primele trei etaje ale turnului, sunt expuse artifacte din secolul al XII-lea descoperite acolo. La etajul al patrulea, este o expoziție de arme medievale. De formă cilindrică, turnul are o înălțime de 28 m, cu un diametru ce variază între 5 metri la bază și 4 la vârf, având 8 etaje.
2. Poarta Șamahi (sau Poarta Qoșa qala) este una dintre principalele intrări în cetatea Baku. Spre sfârșitul secolului al XIX-lea, era și singura intrare în oraș, alături de „poarta Șah Abbas” . În 1868, guvernatorul militar al Bakuului a propus Districtului Militar Caucaz demolarea zidurilor cetății pentru înfrumusețarea orașului. Doi ani mai târziu, s-a hotărât dărâmarea zidurilor exterioare, mai joase. În 1896, problema s-a pus din nou în duma orașului,[12] iar „poarta Zülfüqar han” a fost mutată la poarta Șamahi. De atunci a început să i se spună „poarta Qoșa qala”.[13]
3. Palatul Șirvanșahilor⁠(d) – complexul palatului medieval al șirvanșahilor se află în centrul orașului vechi, pe un deal. Palatul a fost construit între secolele al XII-lea și al XV-lea. Complexul este împărțit în trei curți interioare, pe trei nivele. Reședința șirvanșahilor, mormântul șirvanșahului Farruh Fasar și Divan-hane⁠(d) se află la cel mai înalt nivel. Moscheea șahilor și alte morminte ale șirvanșahilor se află mai jos. Mormântul a fost construit din ordinul șirvanșahului Halilullah I⁠(d) pentru mama și fiul său. Dedesubt se află băile⁠(d) și rezervoarele de apă. Toate cele trei niveluri sunt înconjurate de ziduri, formând un complex. Singura clădire din complex datând din secolul al XVI-lea este „poarta Murad”, construită, conform inscripției, în anul 994 al erei islamice (1585-1586) de sultanul Murad al III-lea.[10]Interiorul moscheii ȘahuluiBiserica Sfântul Nicolae de la poarta Qoşa la sfârșitul secolului al XIX-lea.

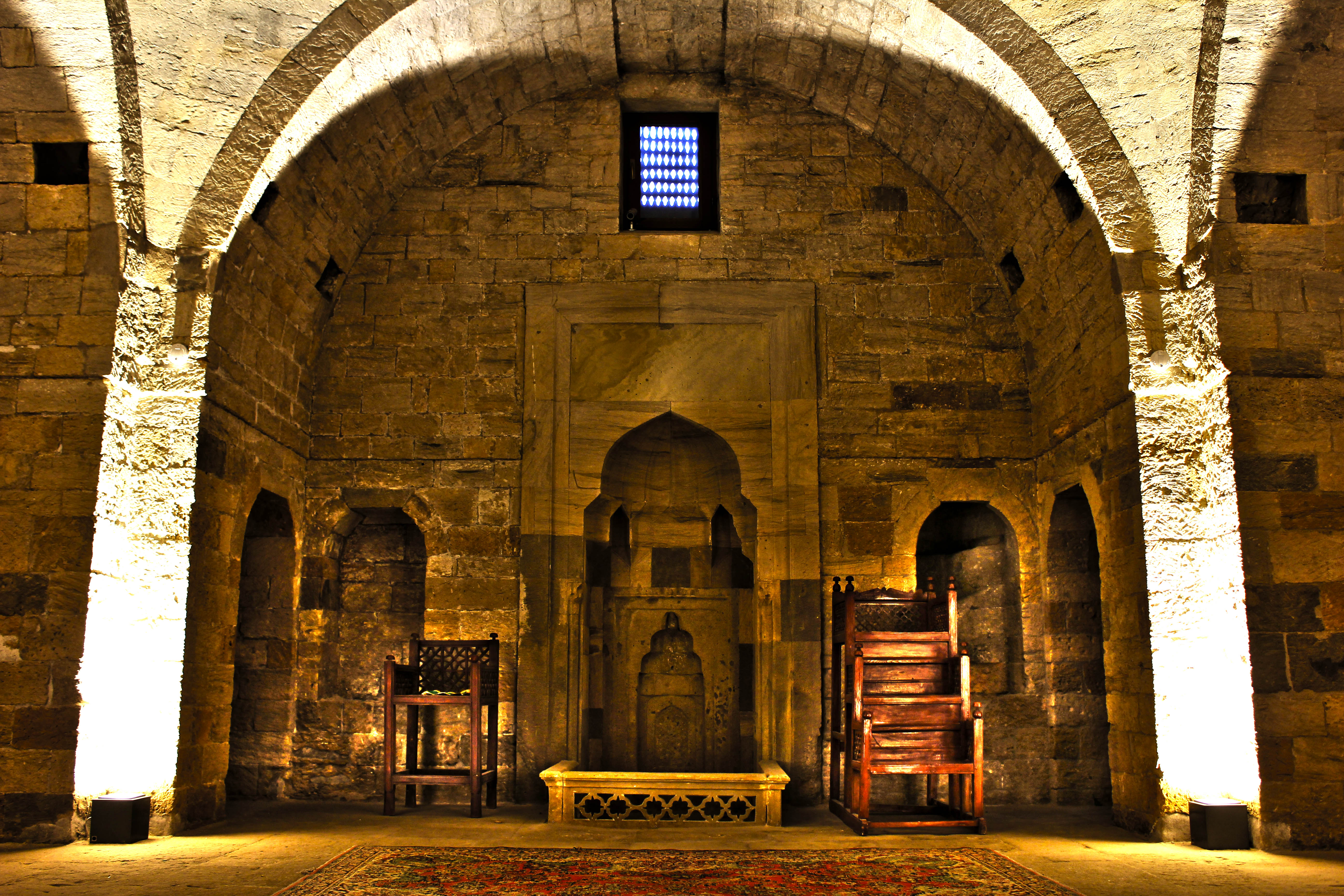
Interiorul moscheii Șahului

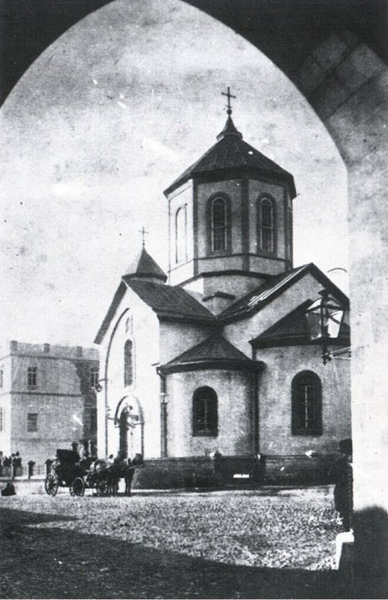
Biserica Sfântul Nicolae de la poarta Qoşa la sfârșitul secolului al XIX-lea.

4. Băile Hadgi Qayıb⁠(d) – secolul al XV-lea[14] construit din ordinul lui Hadji Bani de arhitectul Hadji Qayıb. Băile se află pe drumul caravanelor. A fost îngropată mult timp și descoperită în 1964.[12]
5. Băile șahului din palatul șirvanșahilor⁠(d) datează din secolul al XV-lea și se află în incinta palatului, în estul curții inferioare. Ca și majoritatea băilor din Abșeron, a fost construită în subteran, la suprafață fiind doar acoperișurile. Acolo este acum un sit arheologic.
6. Băile Ağa Mikayıl⁠(d) - construite în secolul al XVIII-lea[14] de Ağa Mikayıl din Șamahi în sud-vestul Bakuului. Zona locuită de oamenii de rând, unde s-au construit băile, se numea „Hamamçılar məhləsi”. Intrarea se face din strada Kiçik Qala. Băile și vestiarele au o formă pătrată. Compoziția băilor este împărțită de arcade și domuri.[12]
7. Băile Kasim-bei⁠(d) din secolul al XVII-lea[14] de la poarta Salyan se numeau și „Băile dulci”, deoarece clienții erau serviți cu ceai dulce. Cuprind vestibul, vestiare, băi și piscine. După restaurarea din 1970, au început să fie operate de „Yașıl aptek” („Farmacia verde”).[12]
8. Caravanseraiul hanului⁠(d) datează din secolul al XII-lea, de formă pătrată, are o curte dreptunghiulară. În Evul Mediu, intrarea se făcea numai dinspre mare.[12]
9. Caravanseraiul Multanenilor⁠(d) datează din secolul al XV-lea și se află în fața Turnul Fecioarelor, pe strada Turnului, vis-a-vis de caravanseraiul Buhara.[14]  Caravanseraiul a fost construit de adepți ai cultului focului din orașul pakistanez Multan⁠(d). Are o curte pătrată înconjurată de clădiri mai vechi.[12]
10. Caravanseraiul Buhara⁠(d) din secolul al XV-lea se află vis-a-vis de Turnul Fecioarei, pe strada Qüllə, lângă caravanseraiul Multanenilor.[14] Are plan orizontal și o curte octogonală. La restaurarea din 1964 i s-au înlăturat toate adăugirile.[12]
11. Caravanseraiul Kasim-bei⁠(d) din secolul al XVII-lea a fost construit de Kasim-bei din Baku și urmașii săi. În plan pătrat, are două ieșiri pe aceeași axă. [12]
12. Moscheea palatului aflată în complexul palatului șirvanșahilor, construită în secolul al XV-lea, are plan dreptunghiular. Inscripția de pe minaret arată că a fost construită în anul 845 al erei islamice (1441/1442).
13. Moscheea lui Mohammed⁠(d) este numită și moscheea Sınıqqala pentru minaretele ei. A fost ridicată în 1078 de Mohammed ibn Abu Bakr. În 1723 amiralul rus Matiușkin a venit cu o flotă de 15 vase și a atacat orașul. Una din ghiulele a lovit minaretul moscheii și l-a făcut să se încline.
14. Moscheea Hazrat Ali a fost construită în secolul al XVII-lea pe vechiul drum comercial de caravane. A fost ctitorită de Yəhya Murtuzan, care a fost și înmormântat în curtea acesteia. Mormântul se află acum la intrarea în moschee.[12]
15. Moscheea Baba Kuhi Bakuvi⁠(d) a fost construită în secolul al IX-lea. A fost descoperită în 1990-1993 de arheologul F. Ibrahimov. După alte săpături arheologice efectuate în 1998, s-au curățat cele două încăperi. Inscripția de pe locul imamului este scrisă în scriere kufi, iar epigrafa M. Nematova crede că ea înseamnă: „Puterea este a Domnului”. Arheologul F. Ibrahimov o atribuie importantei figuri religioase și științifice Baba Kuhi of Shiraz⁠(d).[12]
16. Moscheea șeicului Ibrahim, construită în 1415,[14] se află în sudul orașului vechi, pe drumul comercial spre poarta Salyan. Pisania indică faptul că a fost ridicată de Hadji Emirșah Yaqub. O altă inscripție arată că a fost reparată de Ağa Qafar Hadji Murad. A fost construită în anul 818 al erei islamice (1415) de sultanul Șeic Ibrahim. Construiă în plan dreptunghiular, are acoperiș de piatră. În secolul al XIX-lea, fațada a fost împărțită în trei straturi și i s-au adăugat trei ferestre.[12]
17. Biserica „Sfântul Nicolae” a fost construită în fața casei hanului din Baku lângă Poarta Șamahî în 1850–1859. Autorii proiectului arhitectural în stil bizantin au fost Simon Hiter și Karlampi Pallistov. Biserica, înaltă de 45 de metri, a fost parțial demolată în 1930.[15]

## Galerie

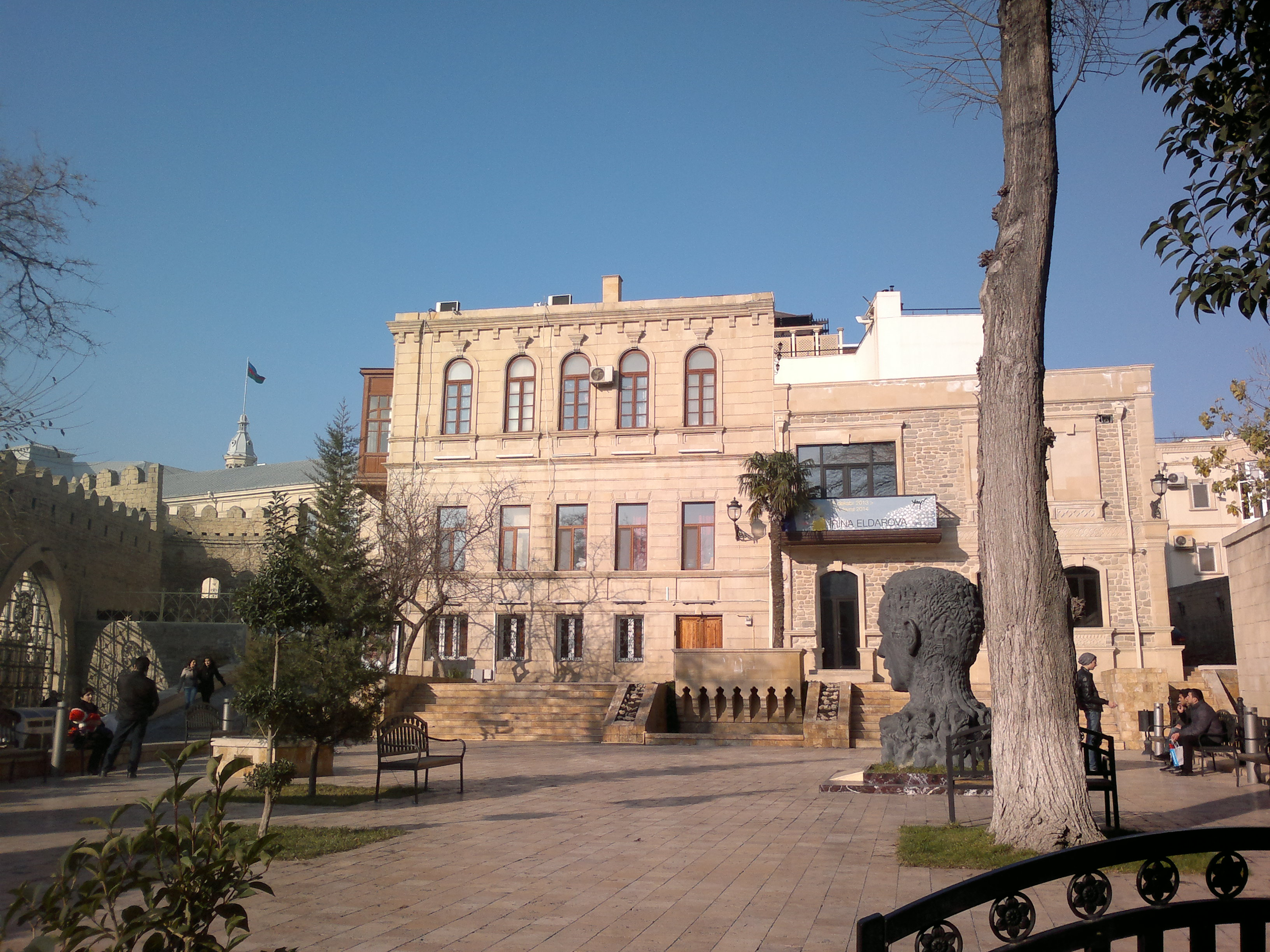
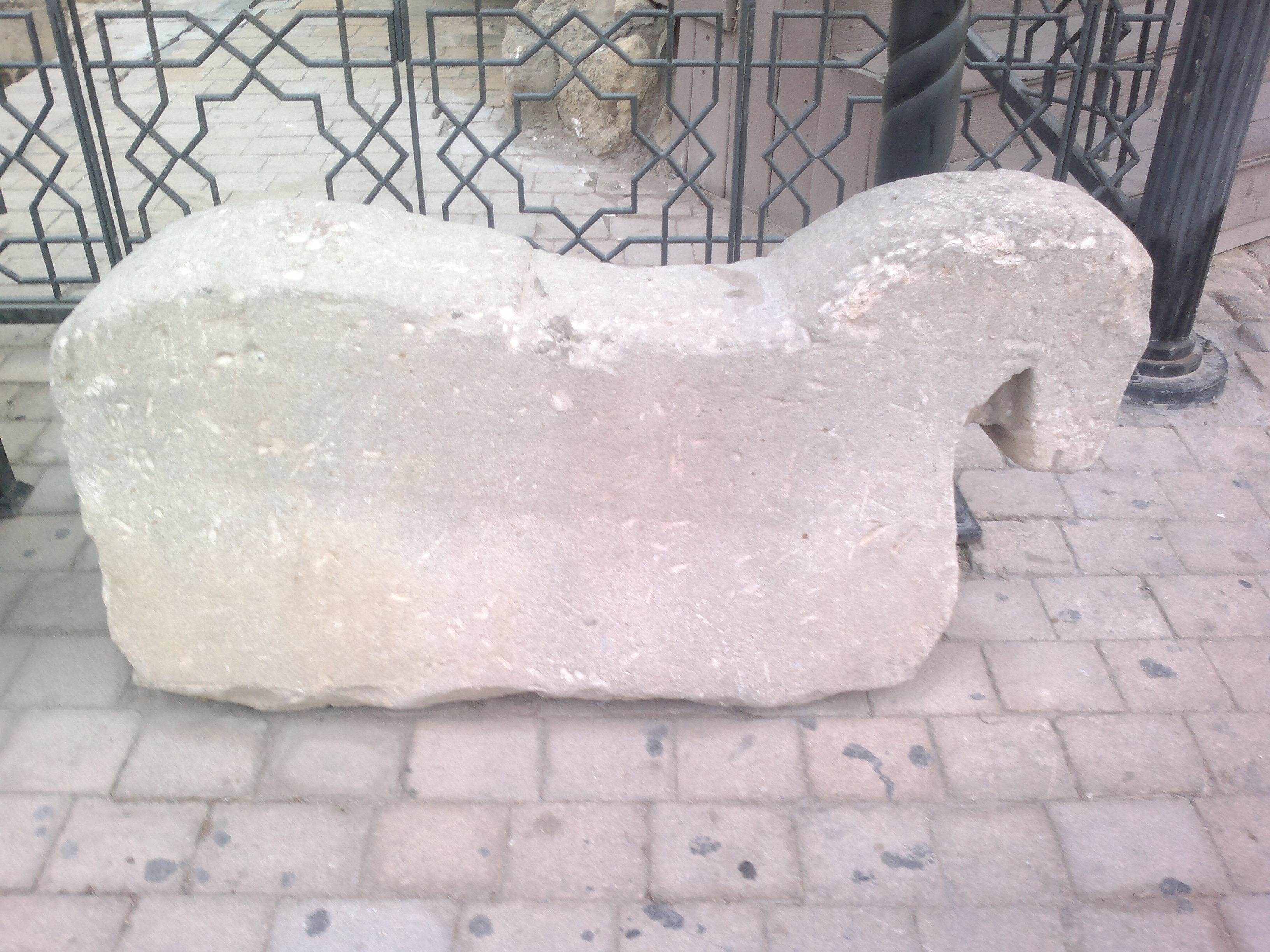
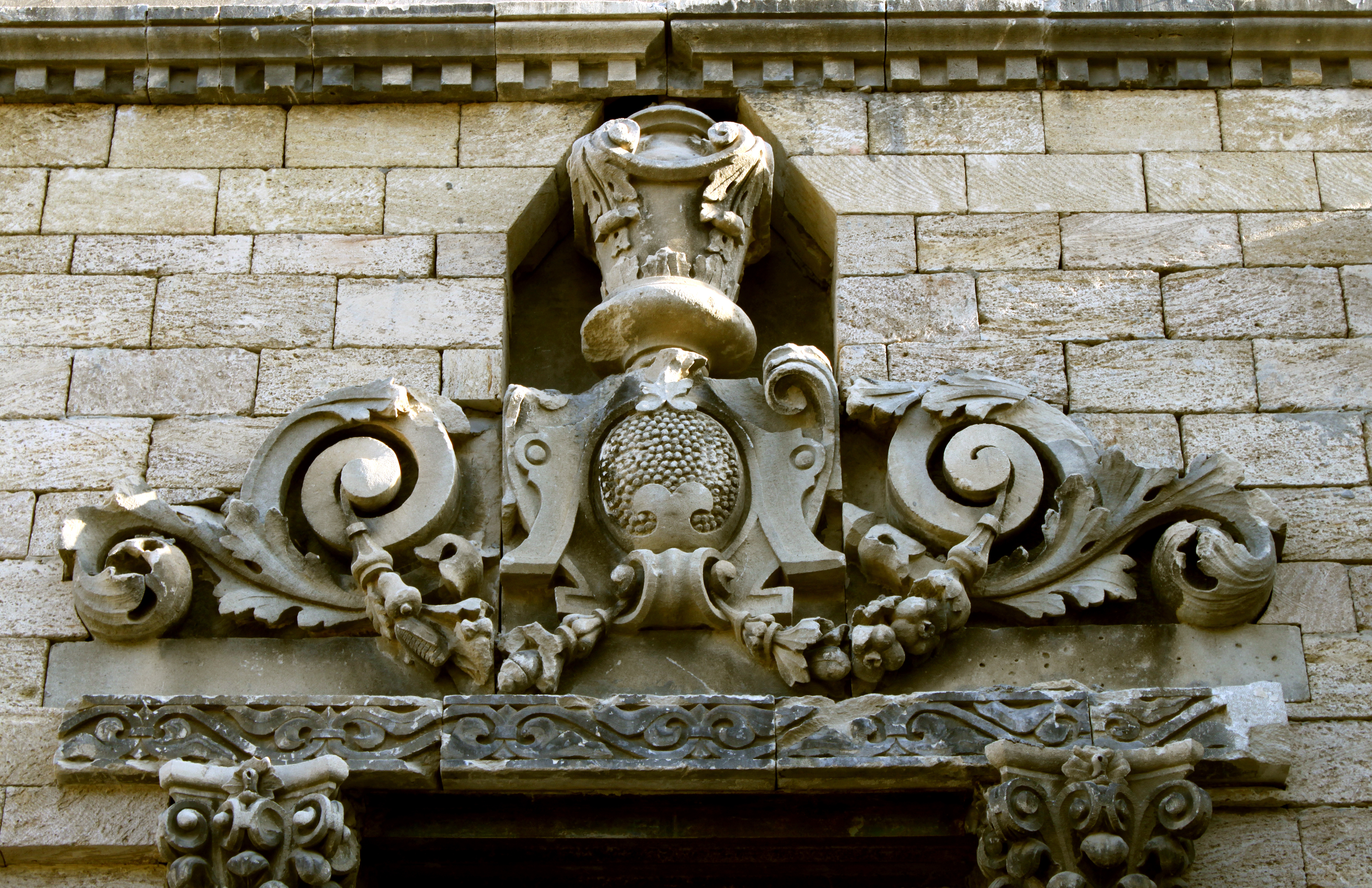
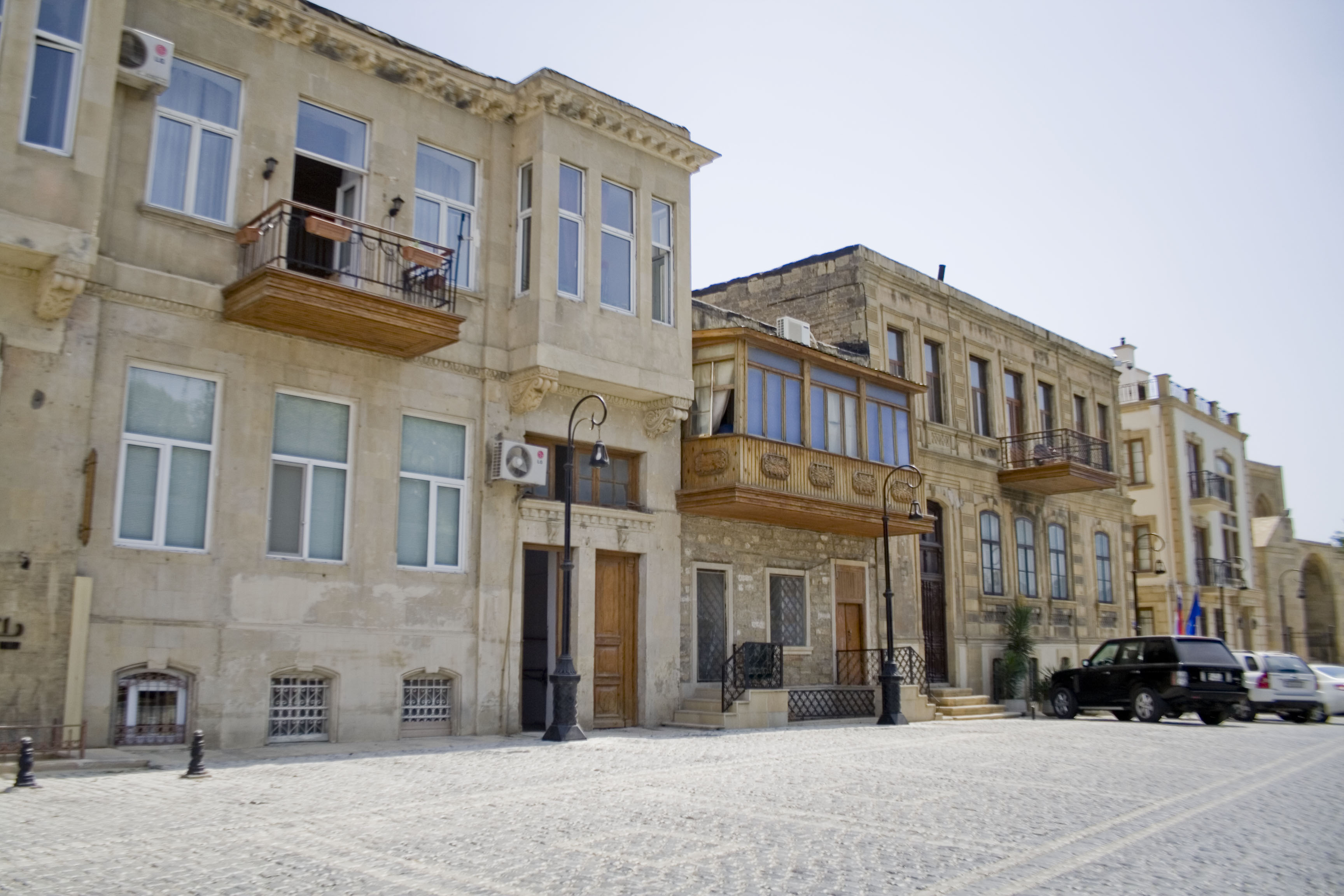
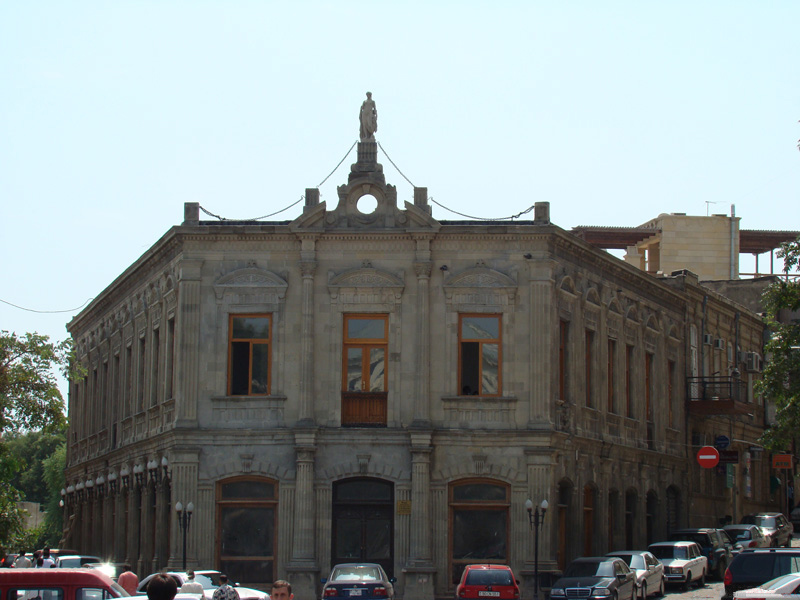
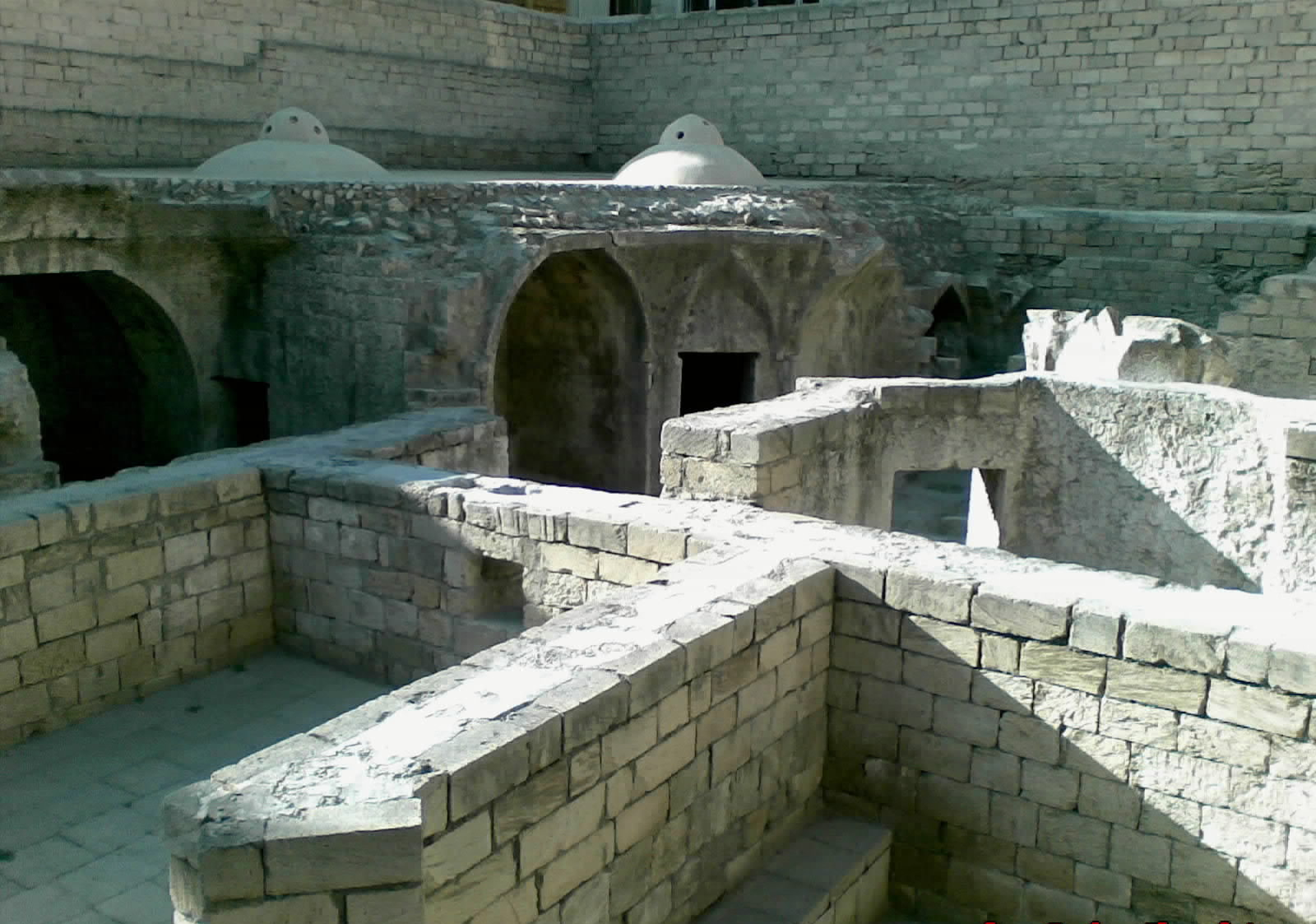
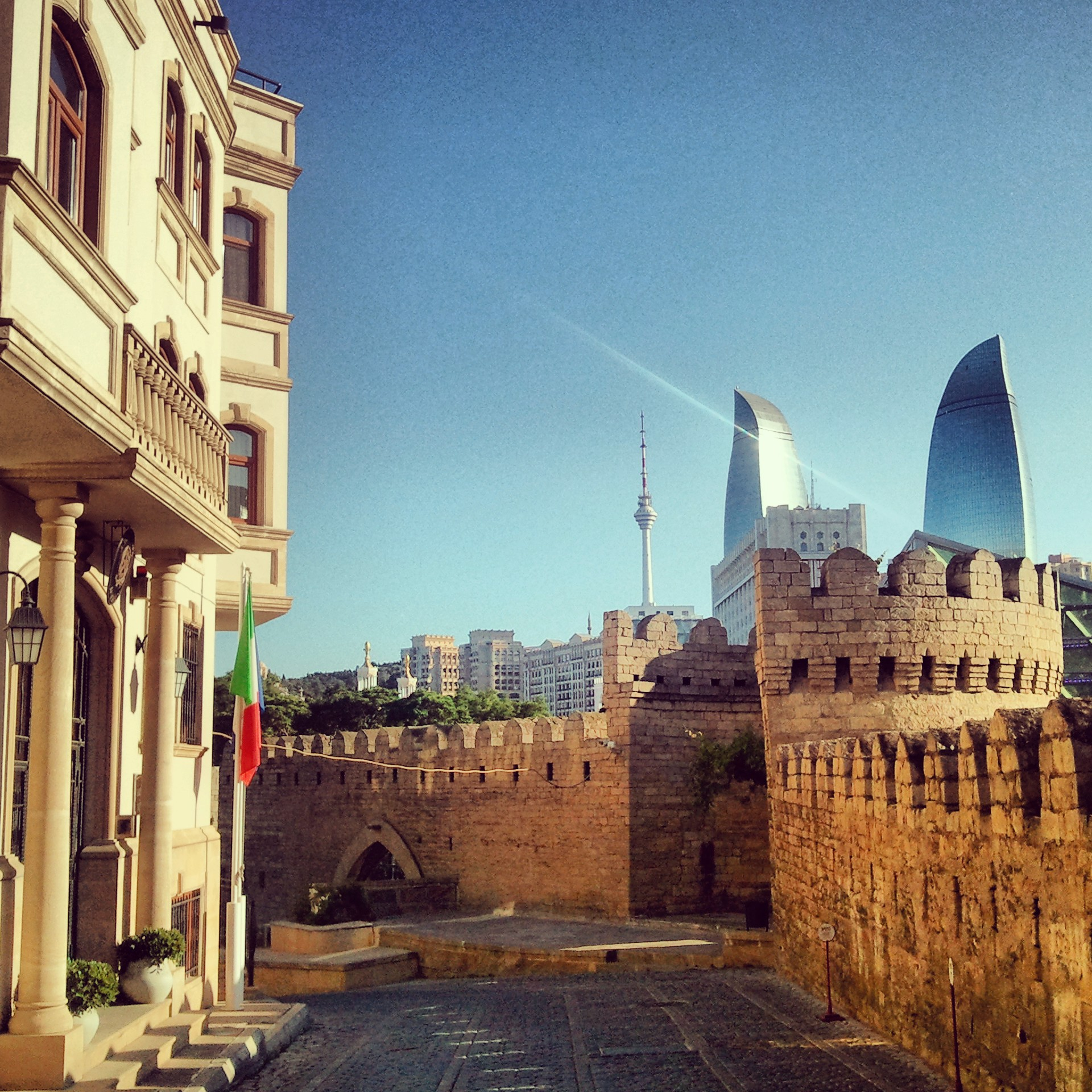
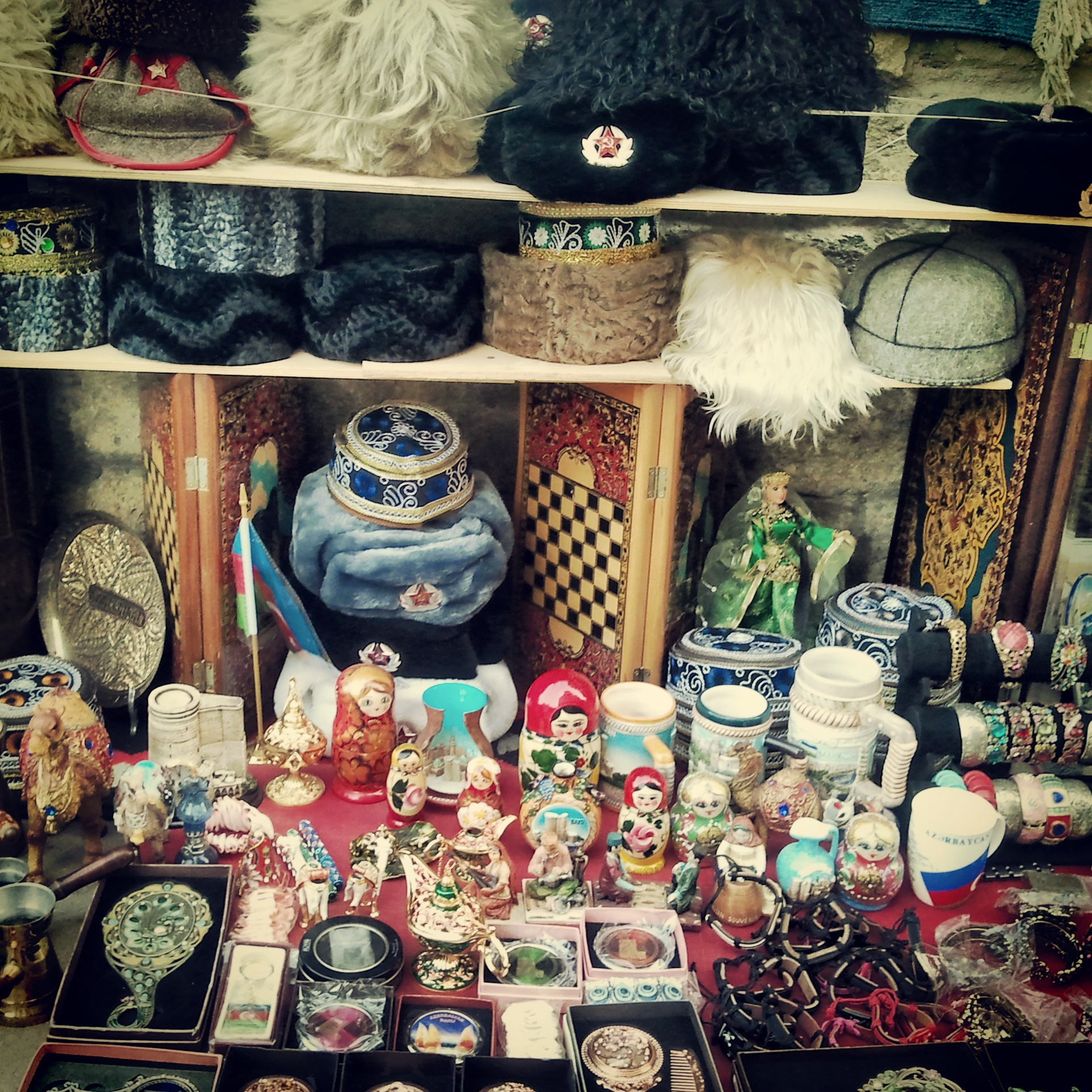
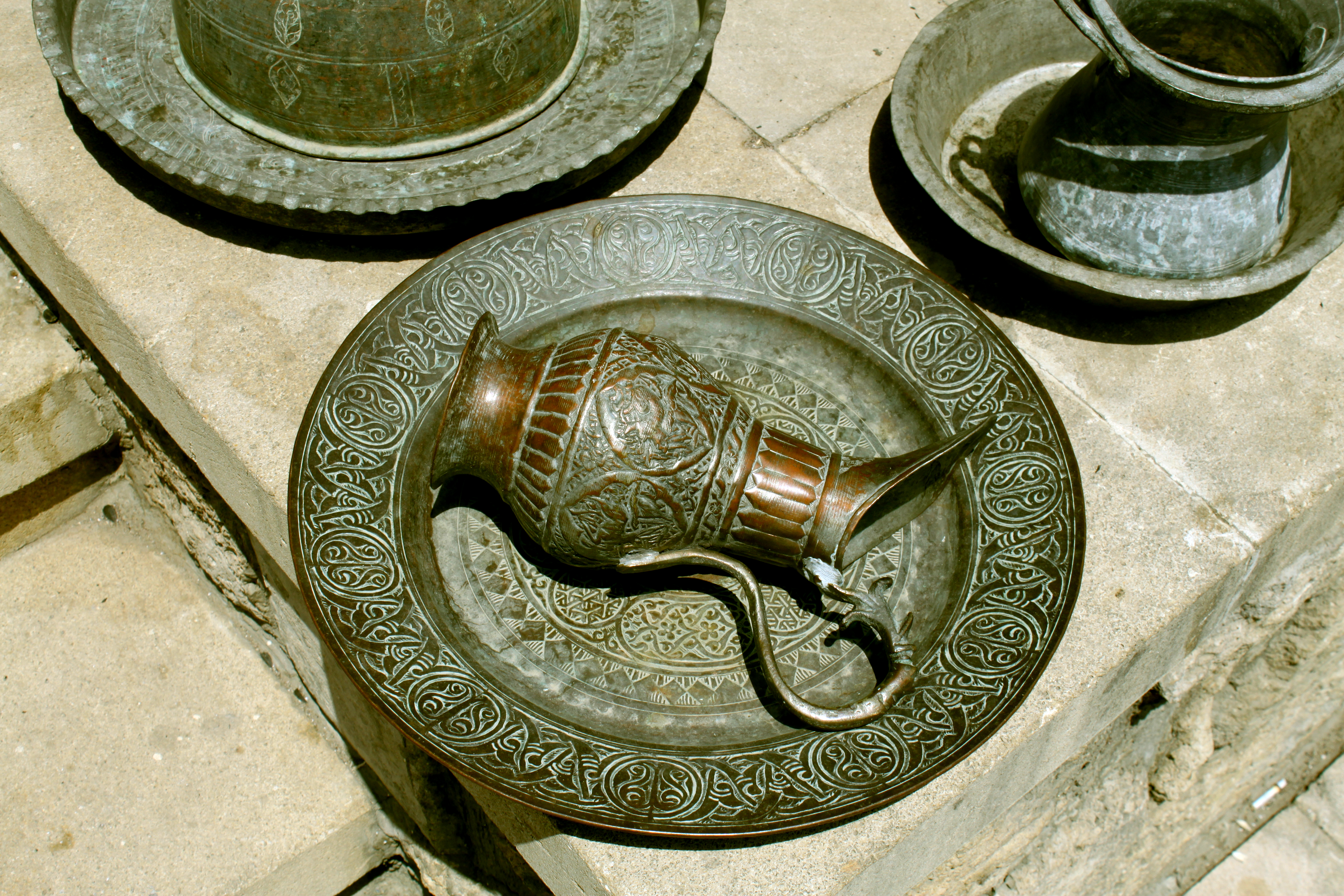
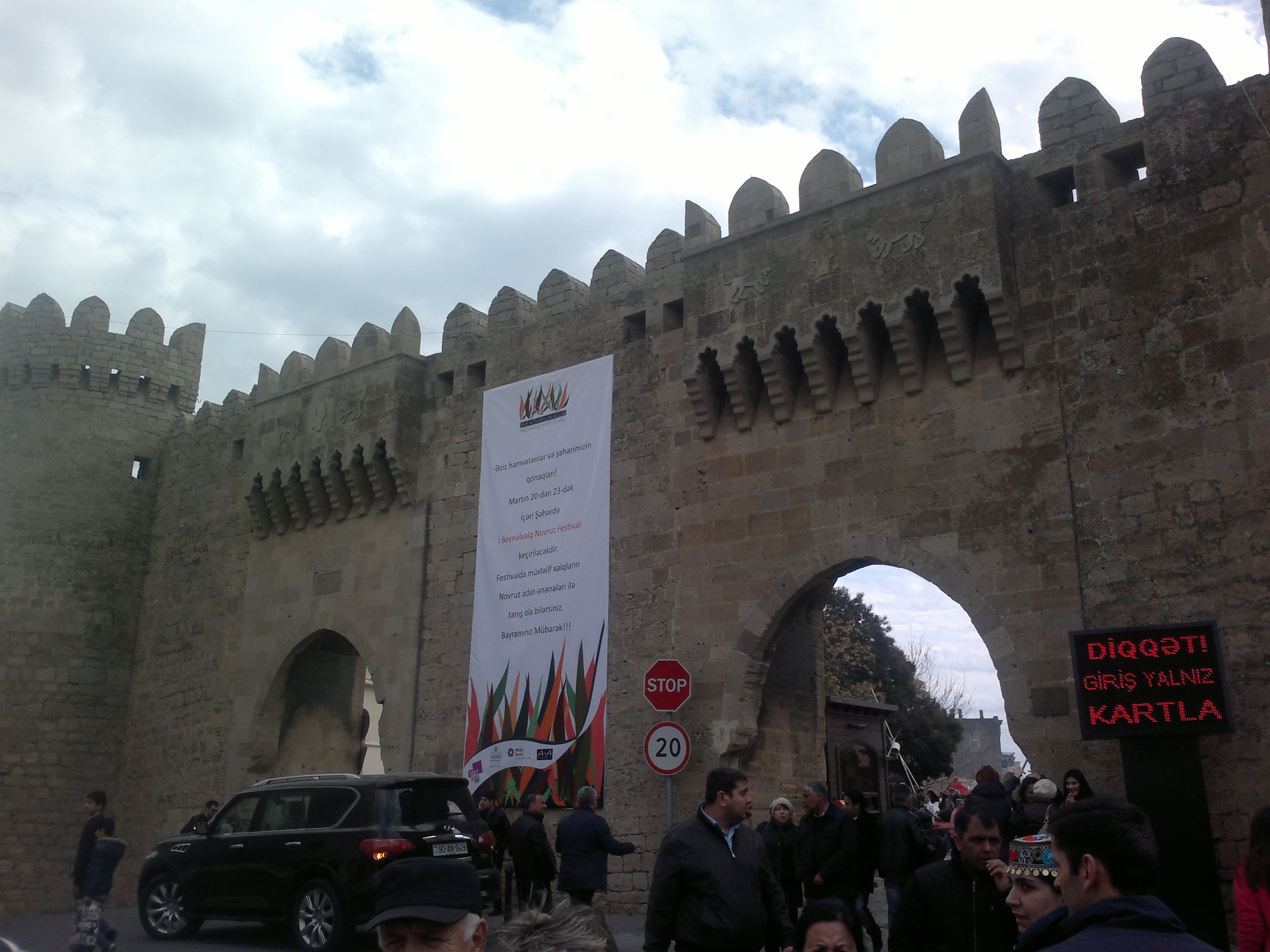
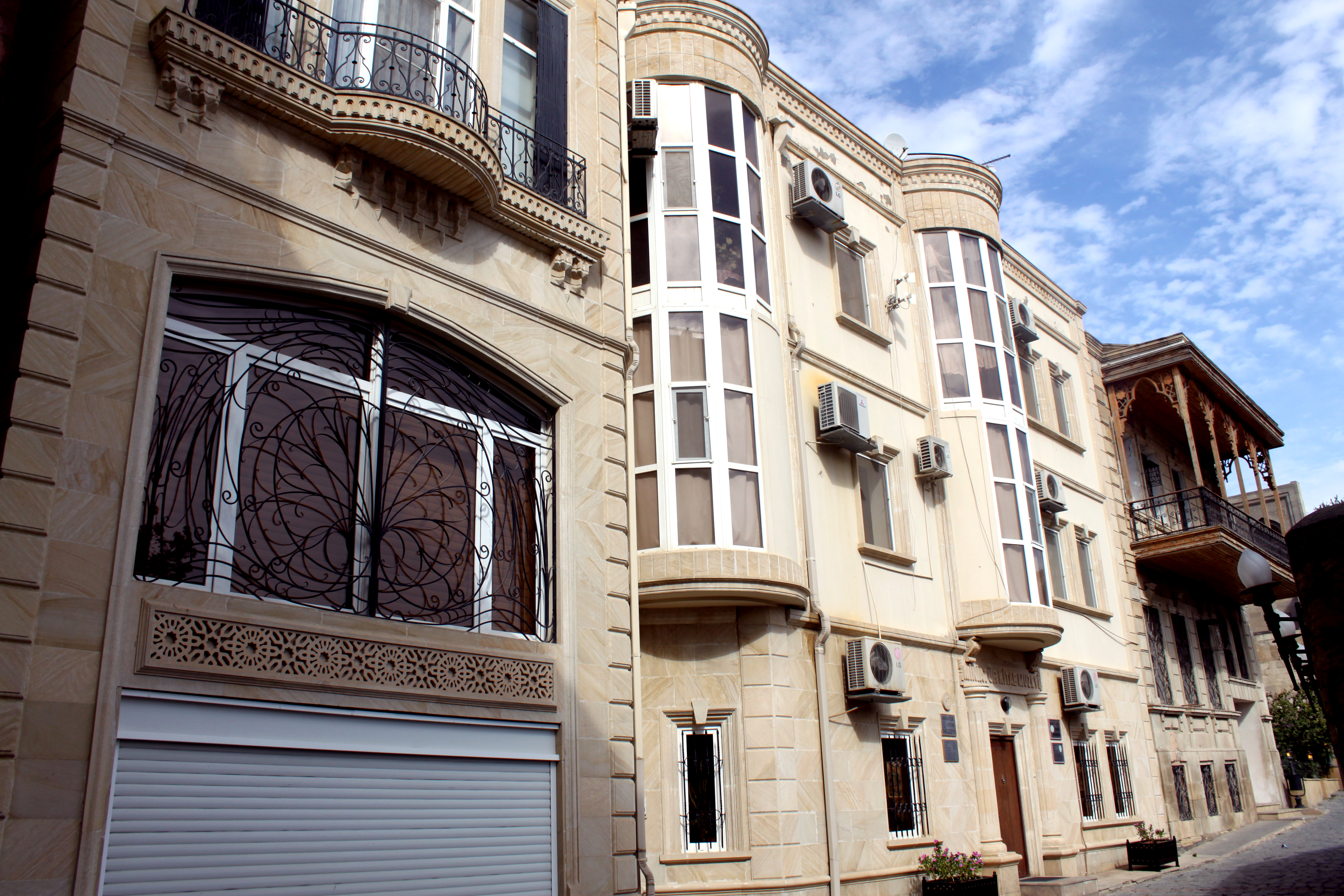
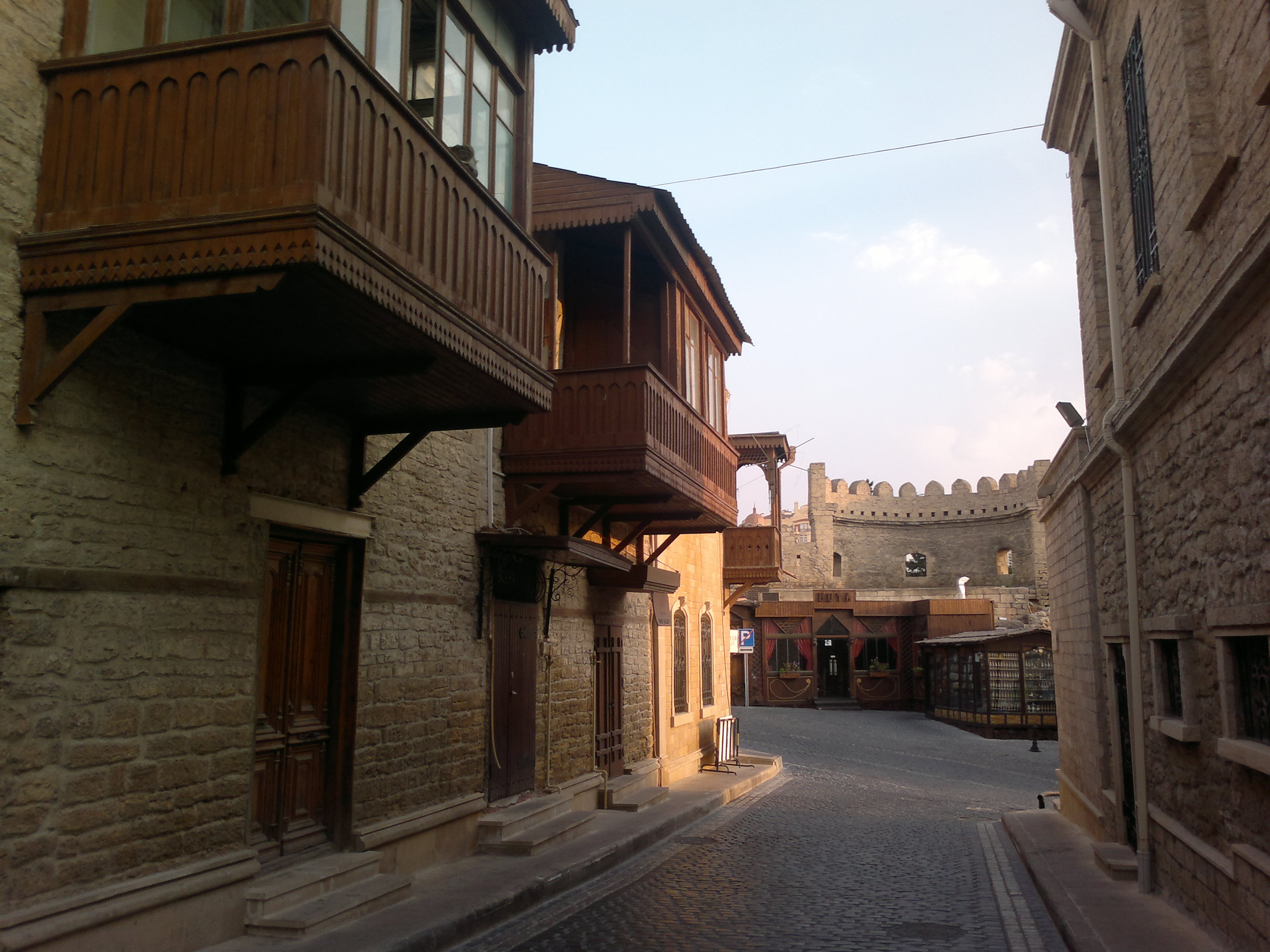
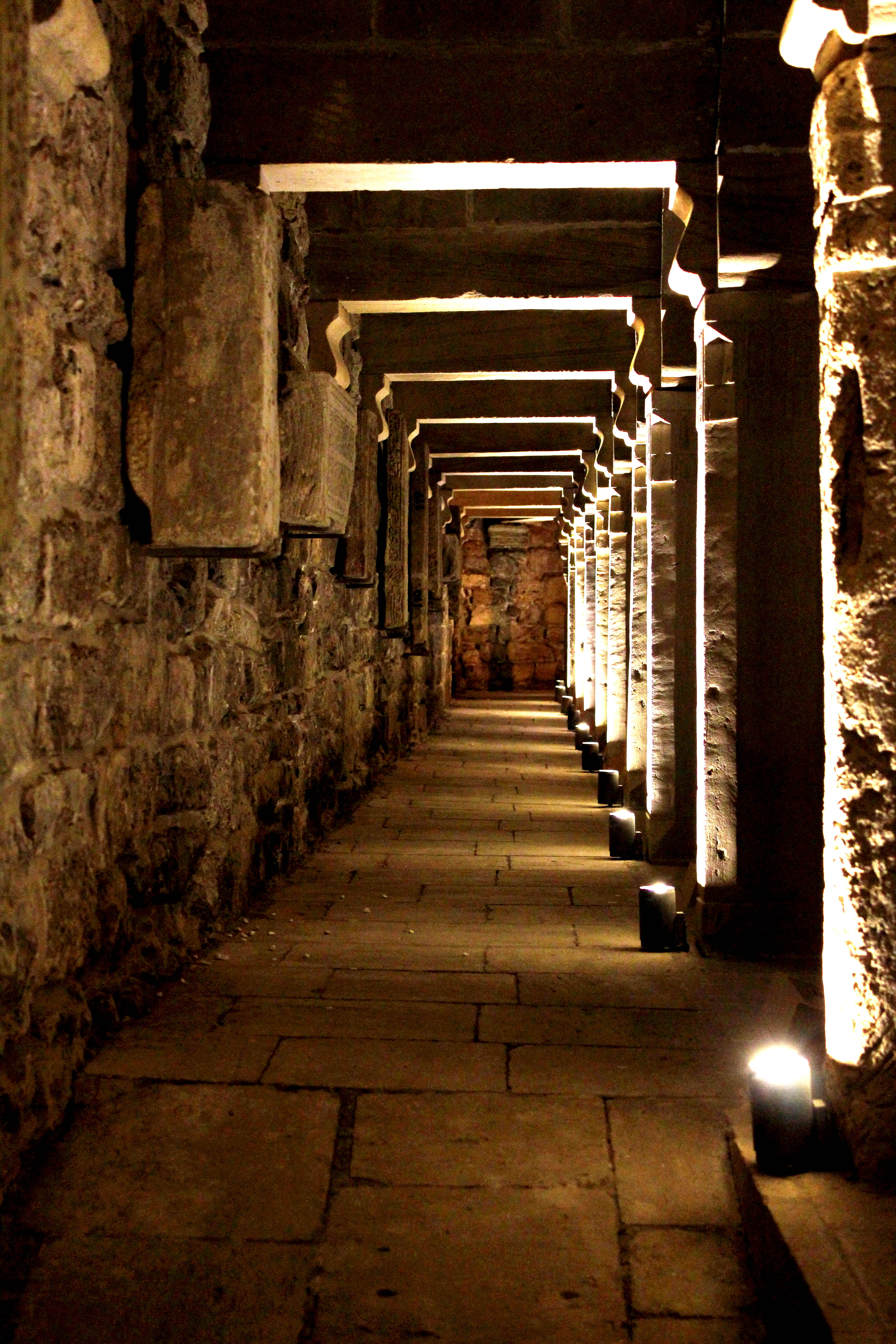
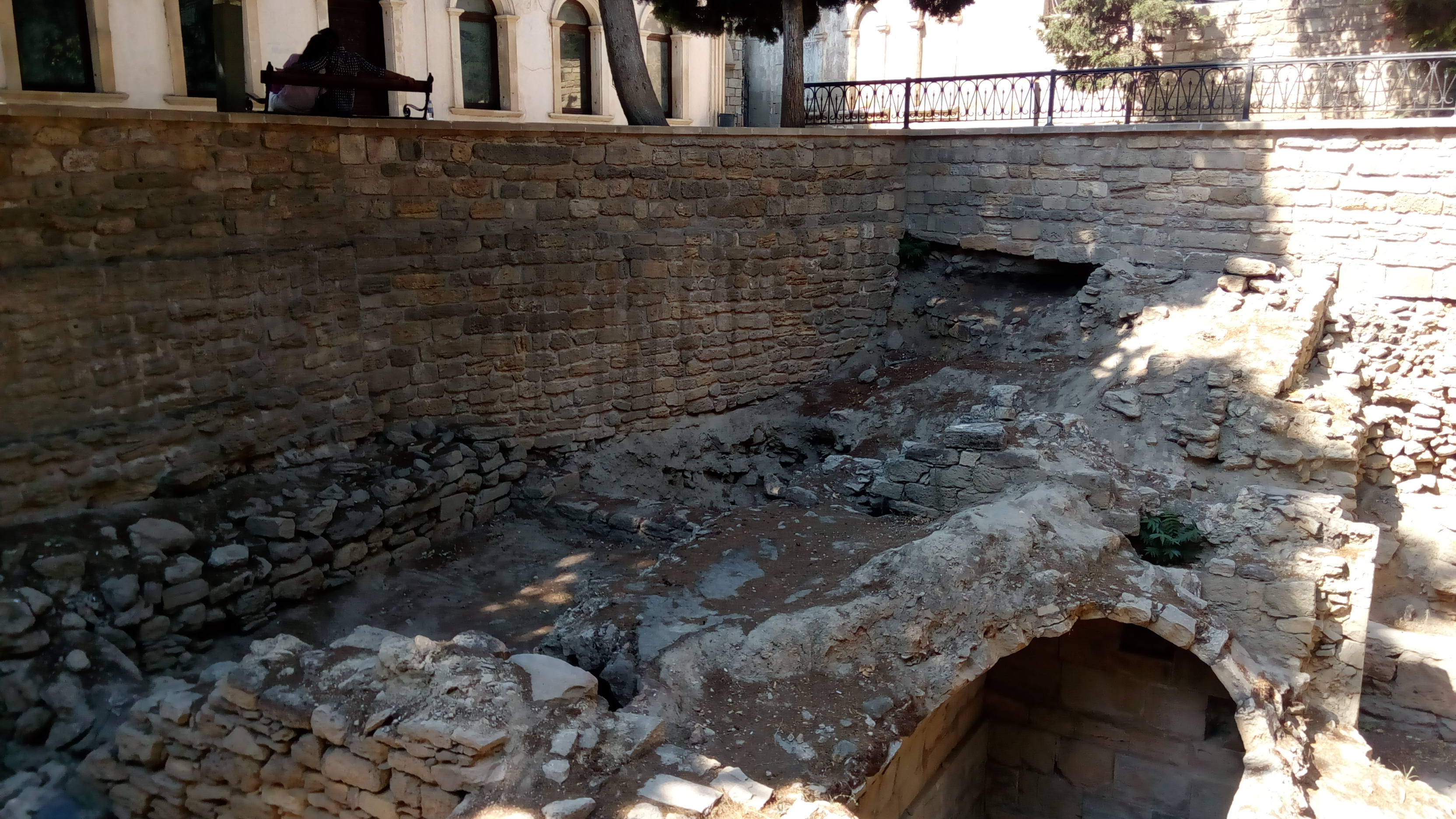
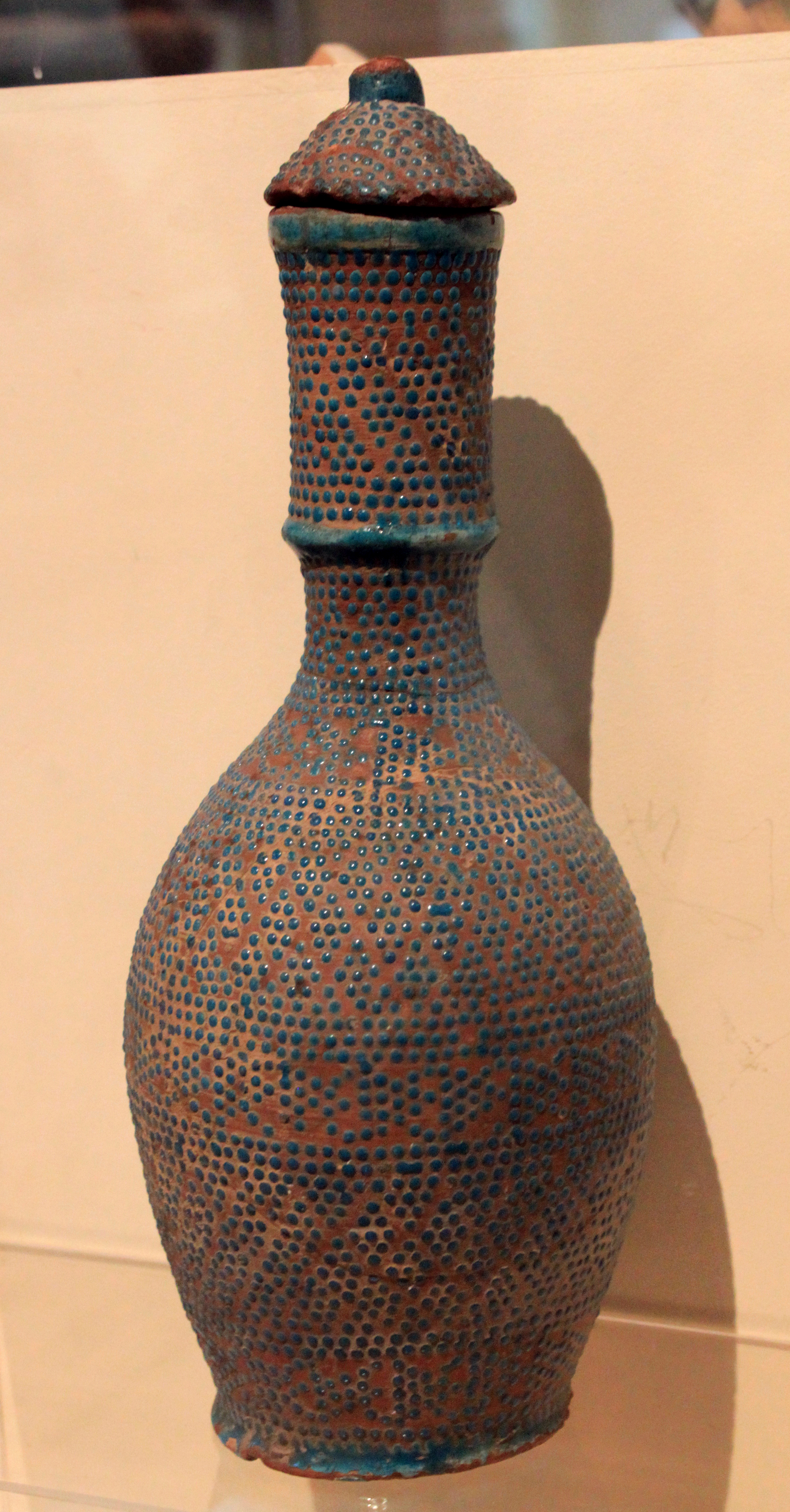
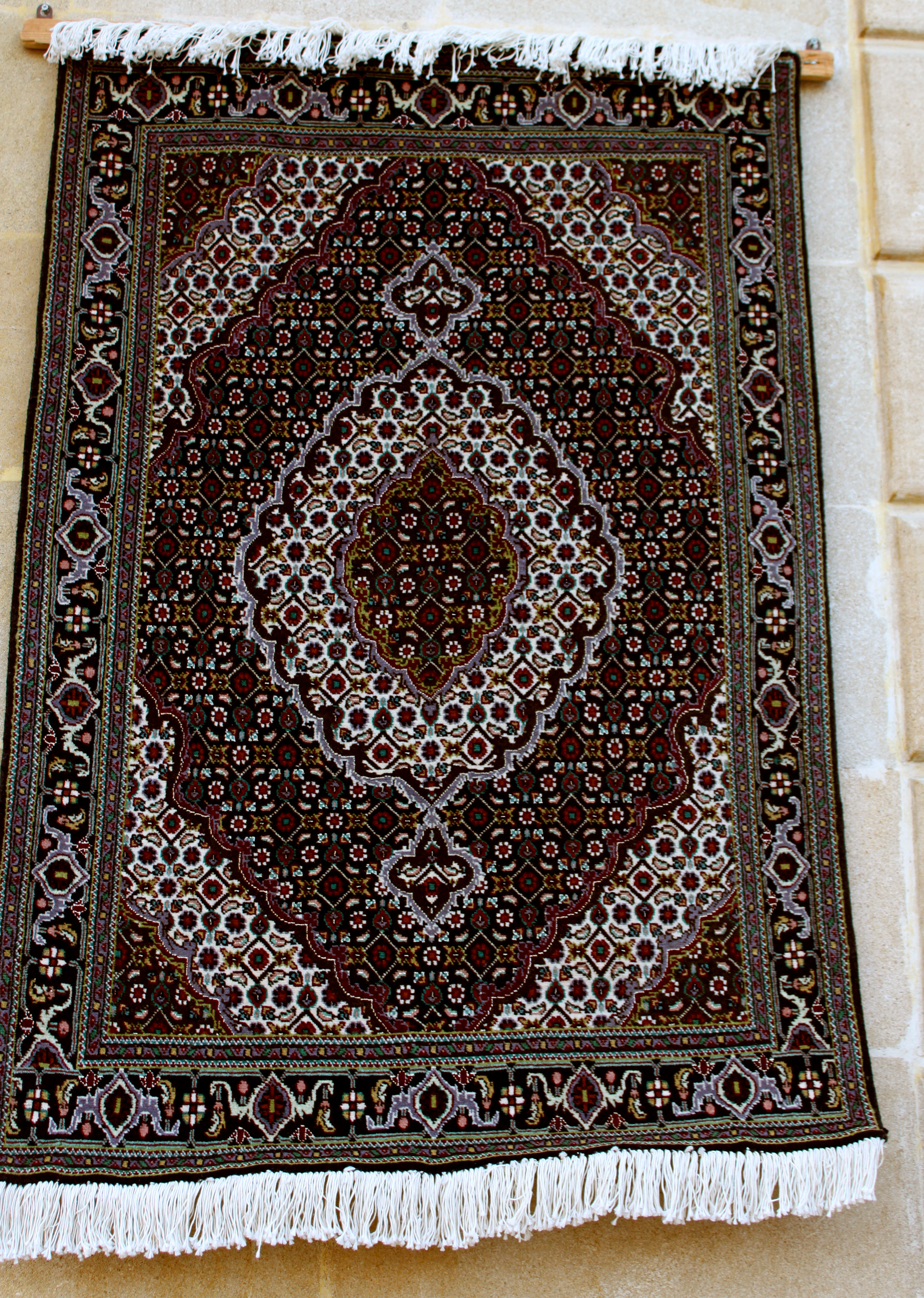